# Švýcarský fotbalový pohár
Schweizer Cup je švýcarská fotbalová pohárová soutěž, která se hraje každoročně. Pořádá ji Švýcarský fotbalový svaz – SFV (Schweizerischer Fussballverband).

## Vítězové
- 1925/1926:  Grasshopper Club Curych (1. vítězství)
- 1926/1927:  Grasshopper Club Curych (2)
- 1927/1928:  Servette FC (1)
- 1928/1929:  FC Urania Ženeva (1)
- 1929/1930:  BSC Young Boys (1)
- 1930/1931:  FC Lugano (1)
- 1931/1932:  Grasshopper Club Curych (3)
- 1932/1933:  FC Basilej (1)
- 1933/1934:  Grasshopper Club Curych (4)
- 1934/1935:  FC Lausanne-Sport (1)
- 1935/1936:  Young Fellows Curych (1)
- 1936/1937:  Grasshopper Club Curych (5)
- 1937/1938:  Grasshopper Club Curych (6)
- 1938/1939:  FC Lausanne-Sport (2)
- 1939/1940:  Grasshopper Club Curych (7)
- 1940/1941:  Grasshopper Club Curych (8)
- 1941/1942:  Grasshopper Club Curych (9)
- 1942/1943:  Grasshopper Club Curych (10)
- 1943/1944:  FC Lausanne-Sport (3)
- 1944/1945:  BSC Young Boys (2)
- 1945/1946:  Grasshopper Club Curych (11)
- 1946/1947:  FC Basilej (2)
- 1947/1948:  FC La Chaux-de-Fonds (1)
- 1948/1949:  Servette FC (2)
- 1949/1950:  FC Lausanne-Sport (4)
- 1950/1951:  FC La Chaux-de-Fonds (2)
- 1951/1952:  Grasshopper Club Curych (12)
- 1952/1953:  BSC Young Boys (3)
- 1953/1954:  FC La Chaux-de-Fonds (3)
- 1954/1955:  FC La Chaux-de-Fonds (4)
- 1955/1956:  Grasshopper Club Curych (13)
- 1956/1957:  FC La Chaux-de-Fonds (5)
- 1957/1958:  BSC Young Boys (4)
- 1958/1959:  FC Grenchen (1)
- 1959/1960:  FC Luzern (1)
- 1960/1961:  FC La Chaux-de-Fonds (6)
- 1961/1962:  FC Lausanne-Sport (5)
- 1962/1963:  FC Basilej (3)
- 1963/1964:  FC Lausanne-Sport (6)
- 1964/1965:  FC Sion (1)
- 1965/1966:  FC Curych (1)
- 1966/1967:  FC Basilej (4)
- 1967/1968:  FC Lugano (2)
- 1968/1969:  FC St. Gallen (1)
- 1969/1970:  FC Curych (2)
- 1970/1971:  Servette FC (3)
- 1971/1972:  FC Curych (3)
- 1972/1973:  FC Curych (4)
- 1973/1974:  FC Sion (2)
- 1974/1975:  FC Basilej (5)
- 1975/1976:  FC Curych (5)
- 1976/1977:  BSC Young Boys (5)
- 1977/1978:  Servette FC (4)
- 1978/1979:  Servette FC (5)
- 1979/1980:  FC Sion (3)
- 1980/1981:  FC Lausanne-Sport (7)
- 1981/1982:  FC Sion (4)
- 1982/1983:  Grasshopper Club Curych (14)
- 1983/1984:  Servette FC (6)
- 1984/1985:  FC Aarau (1)
- 1985/1986:  FC Sion (5)
- 1986/1987:  BSC Young Boys (6)
- 1987/1988:  Grasshopper Club Curych (15)
- 1988/1989:  Grasshopper Club Curych (16)
- 1989/1990:  Grasshopper Club Curych (17)
- 1990/1991:  FC Sion (6)
- 1991/1992:  FC Luzern (2)
- 1992/1993:  FC Lugano (3)
- 1993/1994:  Grasshopper Club Curych (18)
- 1994/1995:  FC Sion (7)
- 1995/1996:  FC Sion (8)
- 1996/1997:  FC Sion (9)
- 1997/1998:  FC Lausanne-Sport (8)
- 1998/1999:  FC Lausanne-Sport (9)
- 1999/2000:  FC Curych (6)
- 2000/2001:  Servette FC (7)
- 2001/2002:  FC Basilej (6)
- 2002/2003:  FC Basilej (7)
- 2003/2004:  FC Wil (1)
- 2004/2005:  FC Curych (7)
- 2005/2006:  FC Sion (10)
- 2006/2007:  FC Basilej (8)
- 2007/2008:  FC Basilej (9)
- 2008/2009:  FC Sion (11)
- 2009/2010:  FC Basilej (10)
- 2010/2011:  FC Sion (12)
- 2011/2012:  FC Basilej (11)
- 2012/2013:  Grasshopper Club Curych (19)
- 2013/2014:  FC Curych (8)
- 2014/2015:  FC Sion (13)
- 2015/2016:  FC Curych (9)
- 2016/2017:  FC Basilej (12)
- 2017/2018:  FC Curych (10)
- 2018/2019:  FC Basilej (13)
- 2019/2020:  BSC Young Boys (7)
- 2020/2021:  FC Luzern (3)
- 2021/2022:  FC Lugano (4)
- 2022/2023:  BSC Young Boys (8)
- 2023/2024:  Servette FC (8)
- 2024/2025:  FC Basilej (14)

## Celková statistika
| Klub                    | Vítězné finále | Vítězné sezony |
| Grasshopper Club Curych | 19             | 1925/1926, 1926/1927, 1931/1932, 1933/1934, 1936/1937, 1937/1938, 1939/1940, 1940/1941, 1941/1942, 1942/1943, 1945/1946, 1951/1952, 1955/1956, 1982/1983, 1987/1988, 1988/1989, 1989/1990, 1993/1994, 2012/2013 |
| FC Basilej              | 14             | 1932/1933, 1946/1947, 1962/1963, 1966/1967, 1974/1975, 2001/2002, 2002/2003, 2006/2007, 2007/2008, 2009/2010, 2011/2012, 2016/2017, 2018/2019, 2024/2025                                                        |
| FC Sion                 | 13             | 1964/1965, 1973/1974, 1979/1980, 1981/1982, 1985/1986, 1990/1991, 1994/1995, 1995/1996, 1996/1997, 2005/2006, 2008/2009, 2010/2011, 2014/2015                                                                   |
| FC Curych               | 10             | 1965/1966, 1969/1970, 1971/1972, 1972/1973, 1975/1976, 1999/2000, 2004/2005, 2013/2014, 2015/2016, 2017/2018 |
| FC Lausanne-Sport       | 9              | 1934/1935, 1938/1939, 1943/1944, 1949/1950, 1961/1962, 1963/1964, 1980/1981, 1997/1998, 1998/1999 |
| Servette FC             | 8              | 1927/1928, 1948/1949, 1970/1971, 1977/1978, 1978/1979, 1983/1984, 2000/2001, 2023/2024 |
| BSC Young Boys          | 8              | 1929/1930, 1944/1945, 1952/1953, 1957/1958, 1976/1977, 1986/1987, 2019/2020, 2022/2023 |
| FC La Chaux-de-Fonds    | 6              | 1947/1948, 1950/1951, 1953/1954, 1954/1955, 1956/1957, 1960/1961 |
| FC Lugano               | 4              | 1930/1931, 1967/1968, 1992/1993, 2021/2022 |
| FC Luzern               | 3              | 1959/1960, 1991/1992, 2020/2021 |
| FC Grenchen             | 1              | 1958/1959 |
| FC St. Gallen           | 1              | 1968/1969 |
| FC Aarau                | 1              | 1984/1985 |
| FC Urania Ženeva        | 1              | 1928/1929 |
| Young Fellows Curych    | 1              | 1935/1936 |
| FC Will                 | 1              | 2003/2004 |